# Renault Korea
Renault Korea — южнокорейский автопроизводитель, созданный в 1994 году. В настоящее время контрольный пакет акций (52,9%) компании принадлежит французской Renault, (34%) принадлежат китайской Geely, остальные (13,1%) Samsung Card, входящей в материнскую Samsung Group. При этом южнокорейские партнёры могут влиять на принятие решений на основе права малого собственника.

## История
Компания была основана в 1994 году совместно концерном Samsung и автопроизводителем Nissan. На протяжении 1995-1997 годов велось строительство завода в Пусане и разработка первой модели компании — седан SM5. Однако, азиатский кризис привёл к финансовым потерям компании в 1998 году, после чего Samsung Group частично выходит из проекта. Некоторое время Samsung Motors входил в состав Kia Motors, но продолжения данный альянс не получил. В 2000 году у компании появляется её современный владелец — французская Renault, которая приобрела контрольный пакет акций. Меньшая часть принадлежит Samsung Group. Альянс с французской компанией привёл к созданию целого ряда совместных моделей, в том числе электрических.
В 2022 году сменила название на Renault Korea Motors в связи с отказом французской стороны продлевать лицензию на торговую марку Samsung.
В апреле 2024 года компания изменила свое торговое и юридическое название на Renault Korea, удалив из названия «Motors» и, за исключением SM6, полностью перевела всю свою продукцию, продаваемую на местном рынке, под марку Renault.
В июне 2024 года Renault Korea показывает новый автомобиль для южнокорейского рынка — Renault Grand Koleos. Новинка является перелицованной моделью китайского холдинга-партнёра Geely — Monjaro.
У кроссовера собственный передний бампер, решётка радиатора, кузовные элементы и дверные карты.

## Компания сегодня

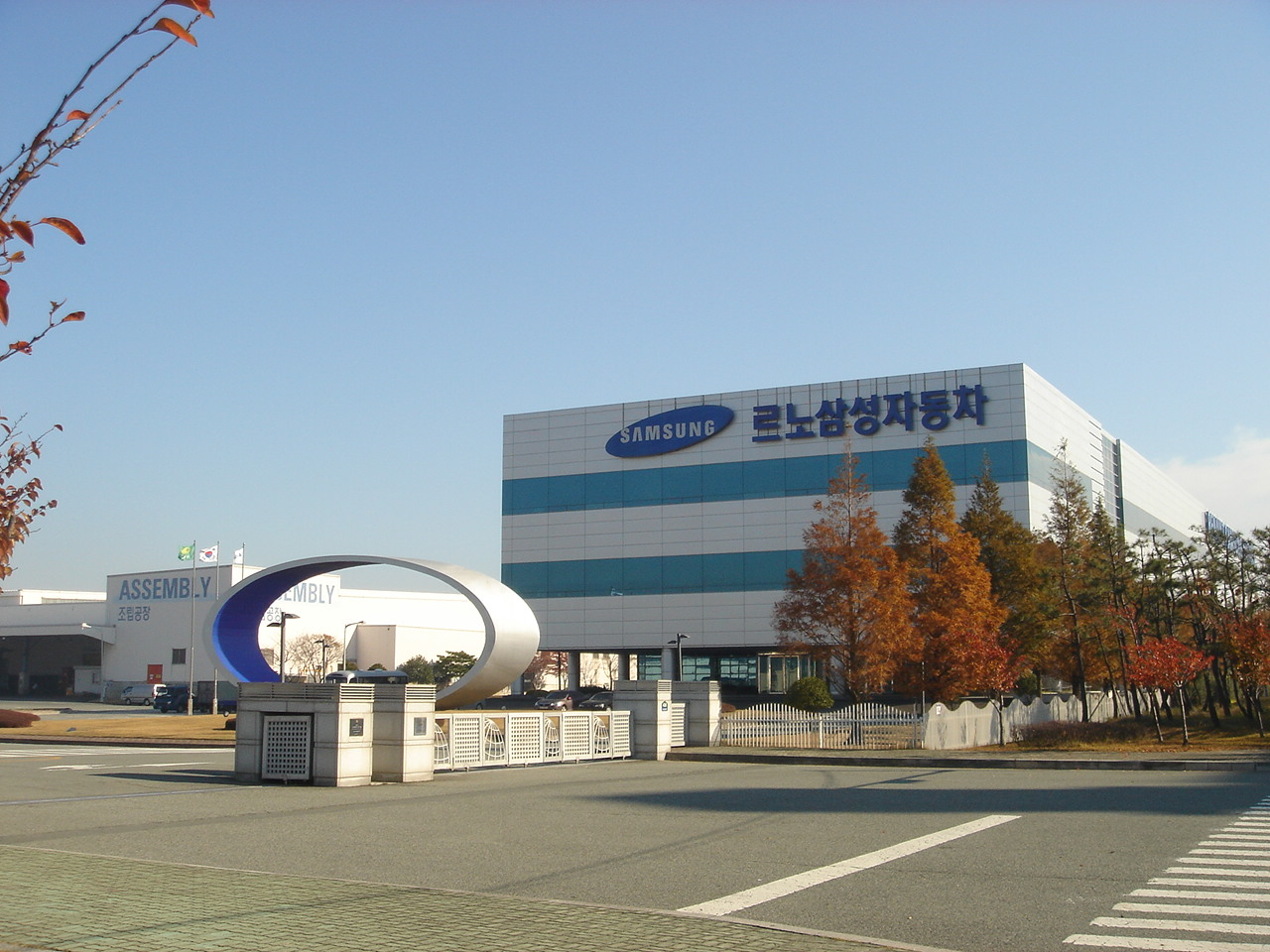
Завод компании в Пусане

В настоящее время автомобильная марка Samsung известна в основном только внутри страны и на внешних рынках не представлена. Однако, корейские модели поставляются на внешние рынки под марками Renault и Nissan. 
Объём производства на заводе в Южной Корее составил в 2010 году 155,7 тысяч автомобилей (рост на 8,3%). Доля компании на внутреннем рынке составляет 11,9%.

## Модельный ряд
- Renault Samsung SM6
- Renault Samsung QM6
- Renault Arkana
- Renault Arkana E-Tech Hybrid
- Renault Grand Koleos

### Исторические модели
- Renault Samsung SM3
- Renault Samsung SM5
- Renault Samsung SM7
- Renault Samsung QM3
- Renault Samsung QM5

### Галерея

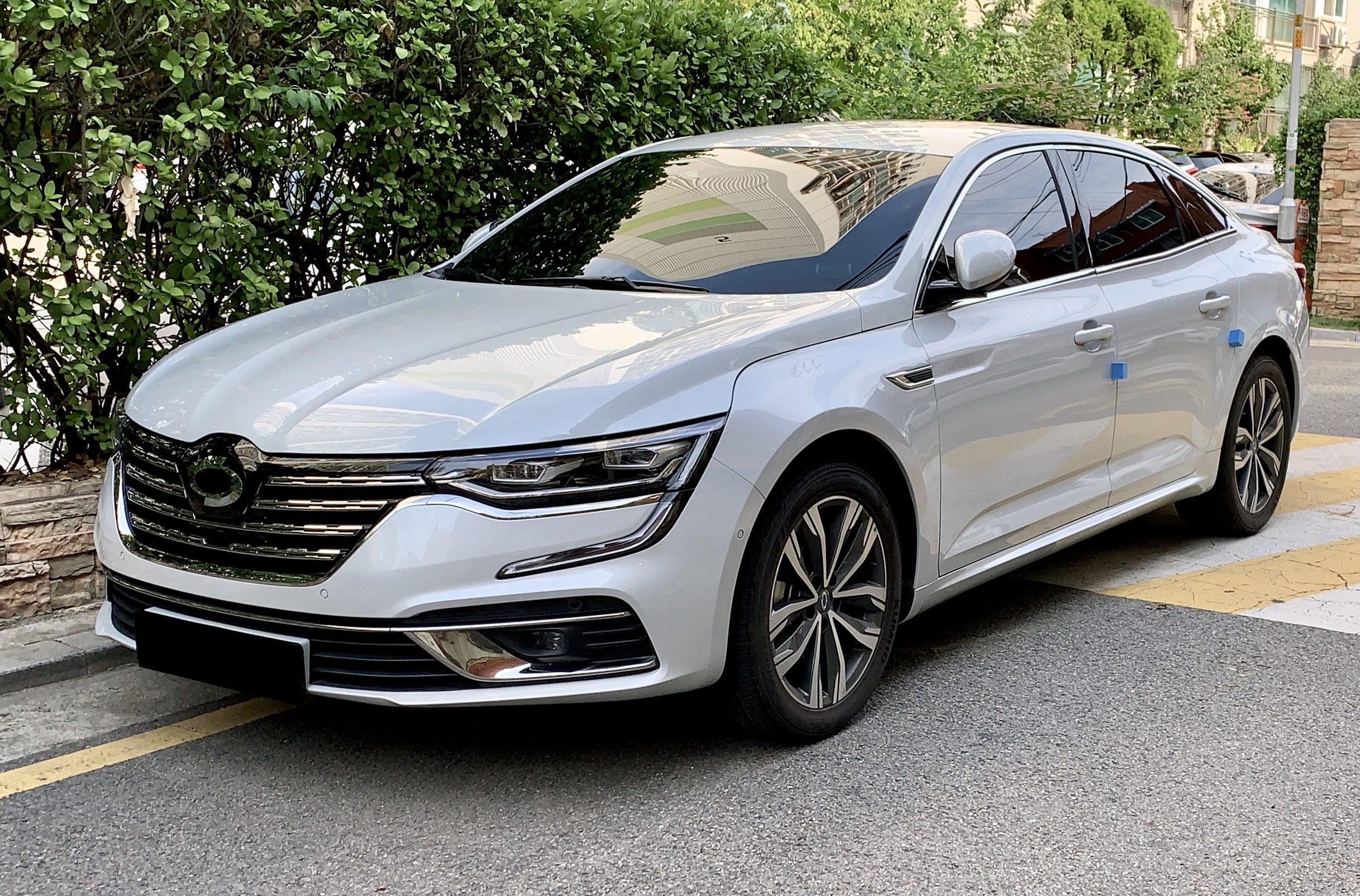
Renault Samsung SM6
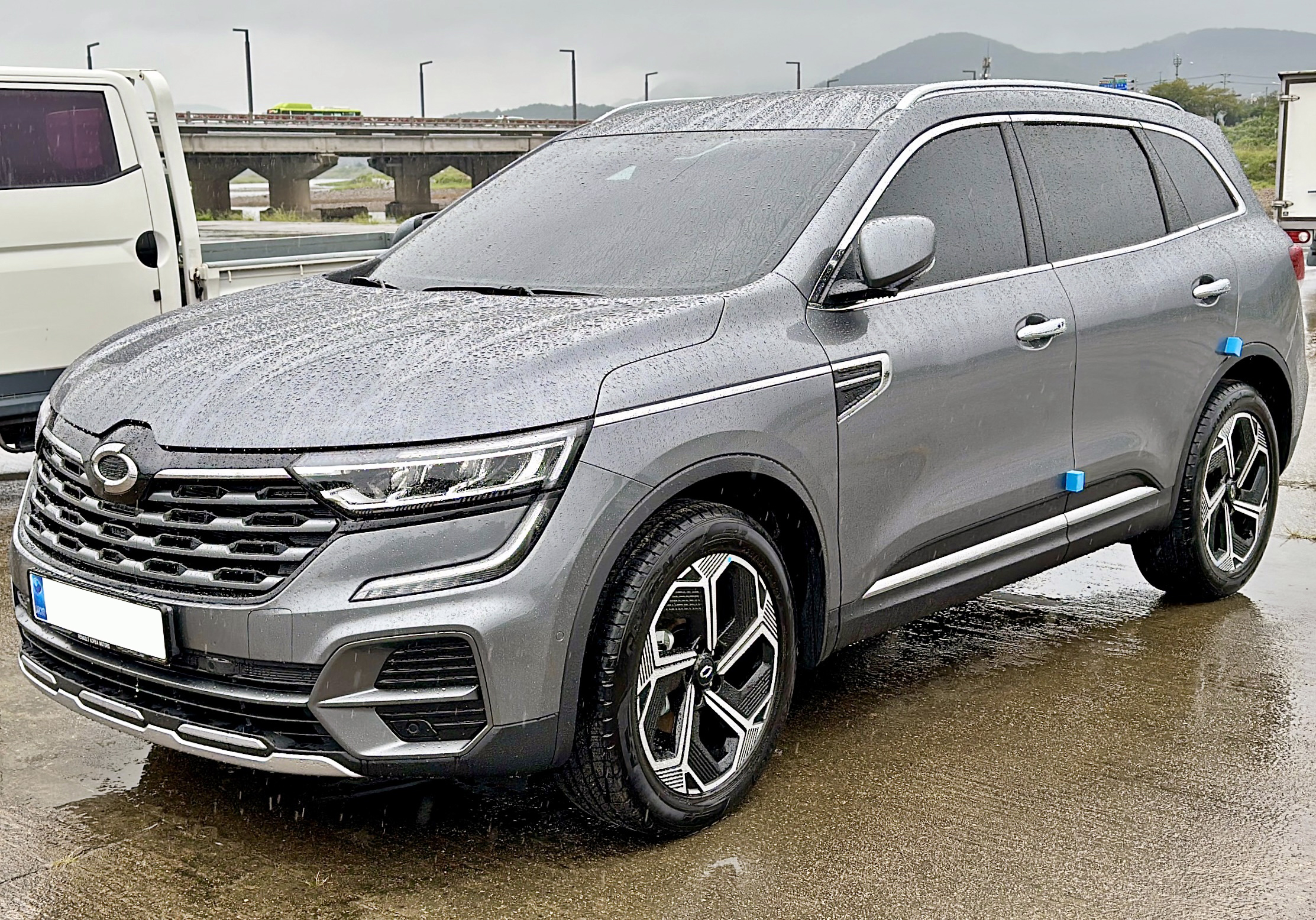
Renault Samsung QM6
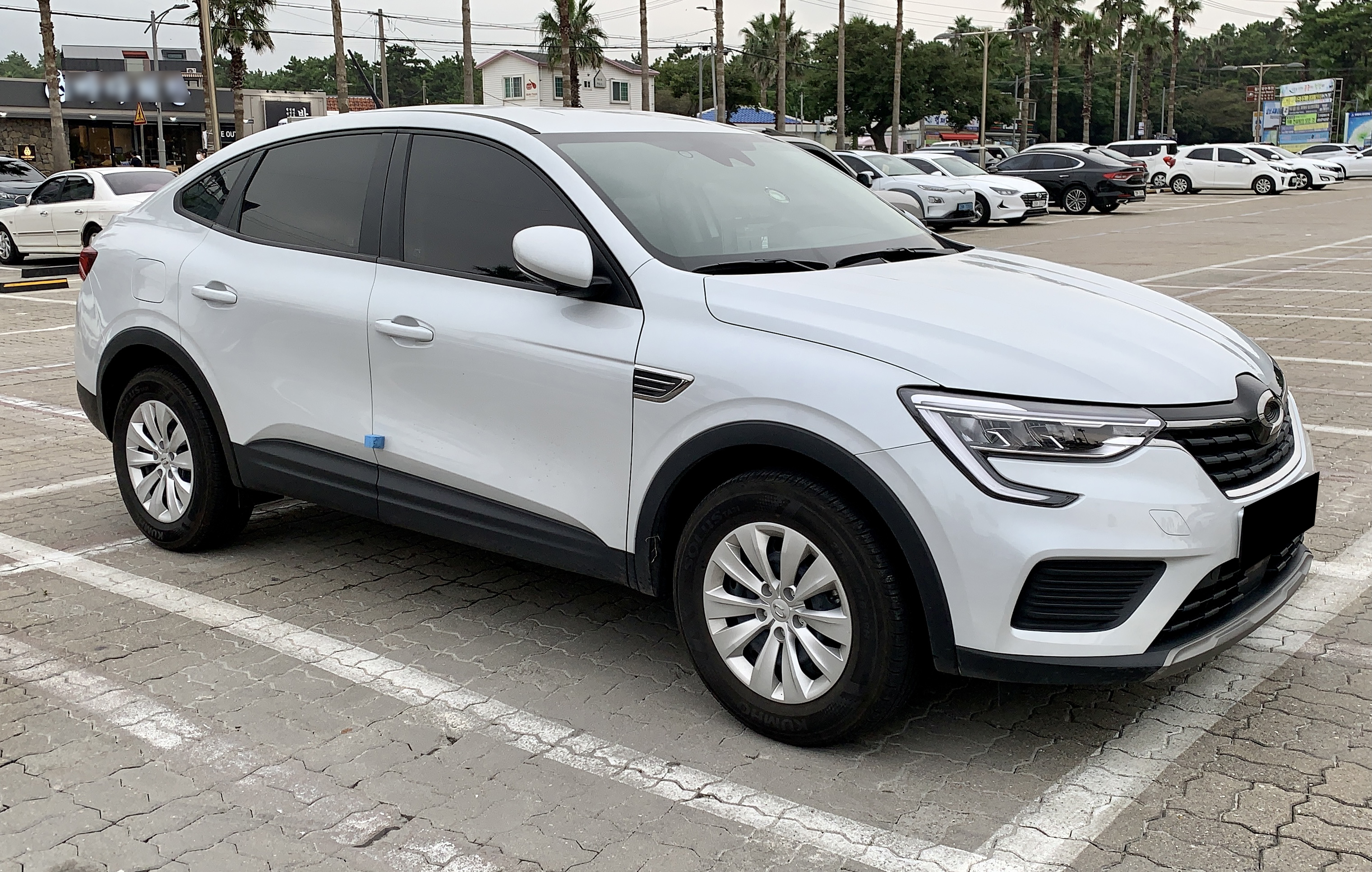
Renault Samsung XM3
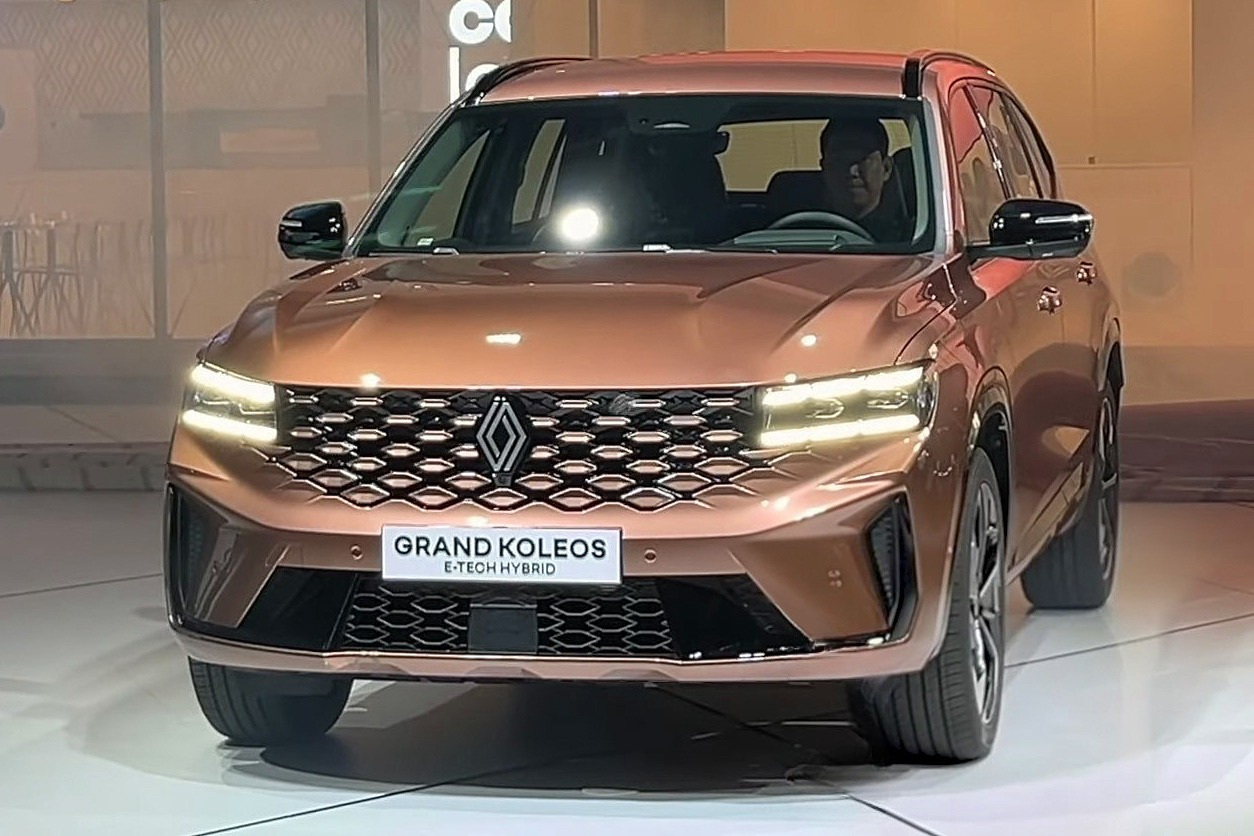
Renault Grand Koleos